# Тугуши, Елисей Семёнович
Елисей Семёнович Тугуши (1913—1982) — старший лейтенант Советской Армии, участник Великой Отечественной войны, Герой Советского Союза (1945).

## Биография
Родился 10 марта 1913 года в селе Ахалтсопели (ныне — Ланчхутский муниципалитет Грузии). После окончания сельскохозяйственного техникума и двух курсов сельскохозяйственного института работал агротехником в совхозе. В 1935—1937 годах проходил службу в Рабоче-крестьянской Красной Армии. В 1941 году Тугуши повторно был призван в армию. С марта 1942 года — на фронтах Великой Отечественной войны. В боях четырежды был ранен.
К январю 1945 года старший лейтенант Елисей Тугуши командовал ротой 1133-го стрелкового полка 339-й стрелковой дивизии 33-й армии 1-го Белорусского фронта. Отличился во время форсирования Вислы и Одера. 14 января и 16-18 апреля 1945 года рота Тугуши успешно действовала, захватив вражеские позиции и продержавшись до подхода основных сил.
Указом Президиума Верховного Совета СССР от 31 мая 1945 года за «образцовое выполнение боевых заданий командования на фронте борьбы с немецкими захватчиками и проявленные при этом мужество и героизм» старший лейтенант Елисей Тугуши был удостоен высокого звания Героя Советского Союза с вручением ордена Ленина и медали «Золотая Звезда» за номером 7449.
В 1947 году Тугуши был уволен в запас. Проживал и работал в Грузинской ССР. После окончания Кутаисского сельскохозяйственного института руководил совхозом. Скончался 25 декабря 1982 года, похоронен в городе Озургети.
Был также награждён орденами Красного Знамени и Отечественной войны 2-й степени, рядом медалей.
Бюст Тугуши установлен в Ланчхути.